# Грем Мур
Грем (Греям) Мур (англ. Graham Moore; 1764 — 25 листопада 1843) — офіцер, потім адмірал Королівського флоту Великої Британії. Як молодший офіцер брав участь у Великій облозі Гібралтару під час Війни за незалежність США. Як капітан фрегата Melampus брав участь у битві біля острова Торі в жовтні 1798 року, захопивши французький фрегат Résolue під час Війн за незалежність Франції. Далі він став першим лордом військово-морських сил, потім головнокомандувачем Середземноморським флотом і, нарешті, головнокомандувачем Плімутським флотом. Він був молодшим братом генерала сера Джона Мура.

## Морська кар'єра
Мур народився в Глазго, Шотландія, в сім'ї Джин Сімсон і Джона Мура, лікаря і письменника. Він вступив на флот у 1777 році у віці 13 років 8 березня 1782 року він отримав звання лейтенанта, щоб служити на  борту 64-гарматного корабля Crown, беручи участь у наданні допомоги Гібралтару під керівництвом лорда Гоу та подальшій битві біля мису Спартел у жовтні. Під час миру він мандрував Францією, але був відкликаний служити на борту кораблів Perseus, потім Dido, а згодом Adamant, флагмана сера Річарда Г'юза на Північноамериканській станції. 22 листопада 1790 року його підвищили до командира шлюпа Bonetta, а в 1793 році він остаточно повернувся до Англії.

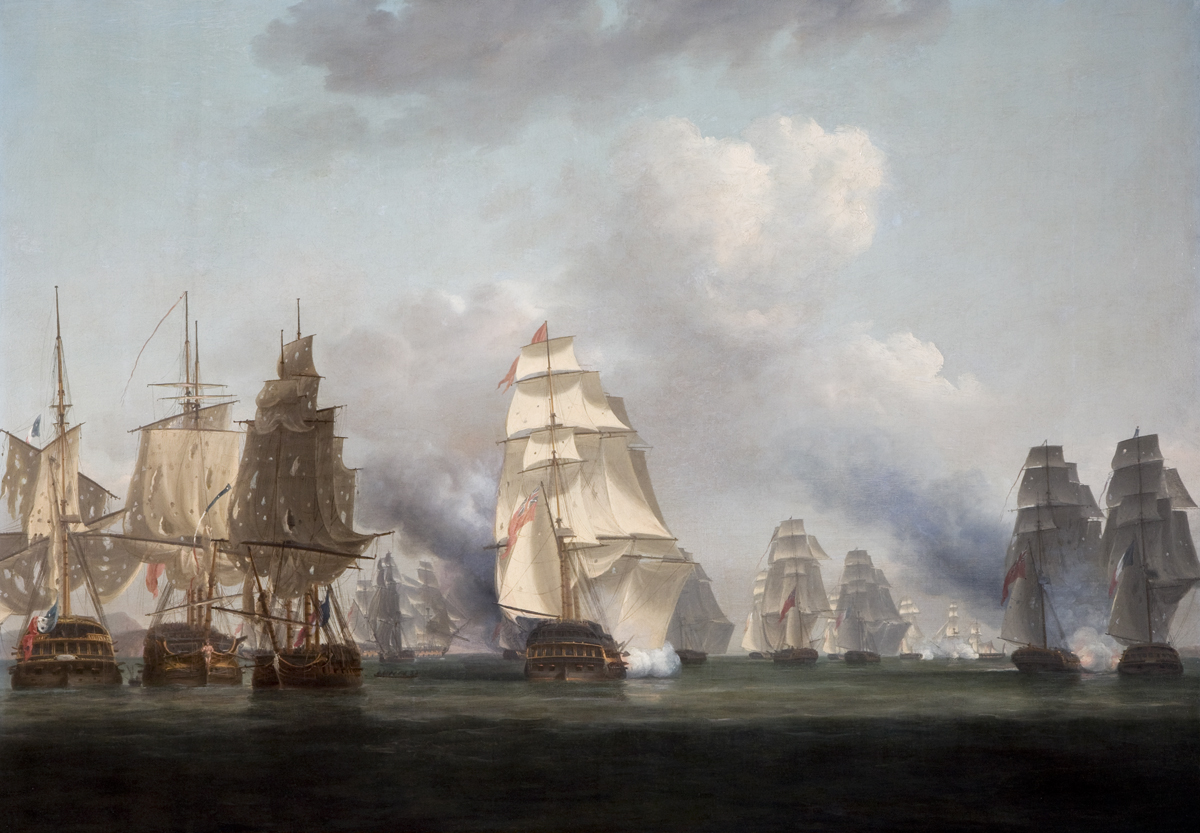
Битва біля острова Торі 12 жовтня 1798 Ніколас Покок; в акції брав участь Мур

Мур отримав звання пост-капітана 2 квітня 1794 року, незабаром після початку Війни за незалежність, командував 32-гарматним фрегатом Syren у Північному морі та на узбережжі Франції. Потім він командував 36-гарматним фрегатом Melampus з вересня 1795 року  На ньому він брав участь у битві біля острова Торі 12 жовтня 1798 року, захопивши французький фрегат Résolue двома днями пізніше. У лютому 1800 року він вирушив до Вест-Індії, але через вісімнадцять місяців був комісований і повернувся додому.

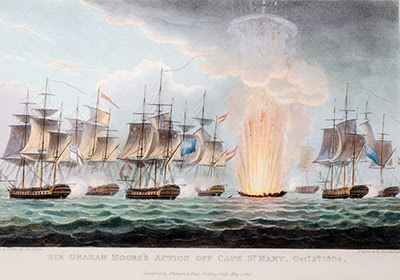
Дії сера Грема Мура біля мису Сент-Мері, 5 жовтня 1804 року

Після відновлення війни в 1803 році він був призначений на Indefatigable (44) і з трьома іншими фрегатами — Medusa (32), Lively (38) і Amphion (32) — під своїм командуванням захопив  чотири фрегати іспанського флоту — «Medea» (40), «Clara» (34), «Fama» (34) і «Mercedes» (36), які перевозили злитки з Карибського моря назад до Іспанії біля Кадіса під час битви 5 жовтня 1804 року.
Потім Мура приділили до ескадри сера Роберта Колдера, яка блокувала Феррол. У 1808 році він служив командором, керуючи своїм широким вимпелом на новому кораблі Marlborough, допомагаючи адміралу серу Сідні Сміту під час втечі португальської королівської родини до Бразилії , а згодом був призначений лицарем Ордена Вежі й Меча.
Пізніше він кілька років служив у складі флоту Північного моря. Після завершення Вальхеренської кампанії в грудні 1809 року йому було доручено знищити басейн, арсенал і морську оборону Флашинга (Вліссінгена).
Мур командував кораблем Chatham з березня 1812 року, доки 12 серпня 1812 року не отримав звання контр-адмірала і недовго служив головнокомандувачем на Балтиці, плаваючи під своїм прапором на HMS Fame. У 1814 році він служив капітаном флоту лорда Кіта в Ла-Манші, і, отримавши 2 січня 1815 року звання кавалера-командора Ордену Лазні, у 1815 році він став другим командувачем Середземноморського флоту. У травні 1816 року він приєднався до Ради адміралтейства як перший морський лорд у міністерстві Ліверпуля.
Підвищений до віце-адмірала 12 серпня 1819, він залишив Правління Адміралтейства в березні 1820. Він був головнокомандувачем Середземноморського флоту між 1820 і 1823 роками і 11 березня 1836 року став кавалером Великого хреста ордена Лазні. Підвищений до повного адмірала 10 січня 1837 року , він служив головнокомандувачем Плімута з 1839 до 1842 року під своїм прапором на кораблі Impregnable.

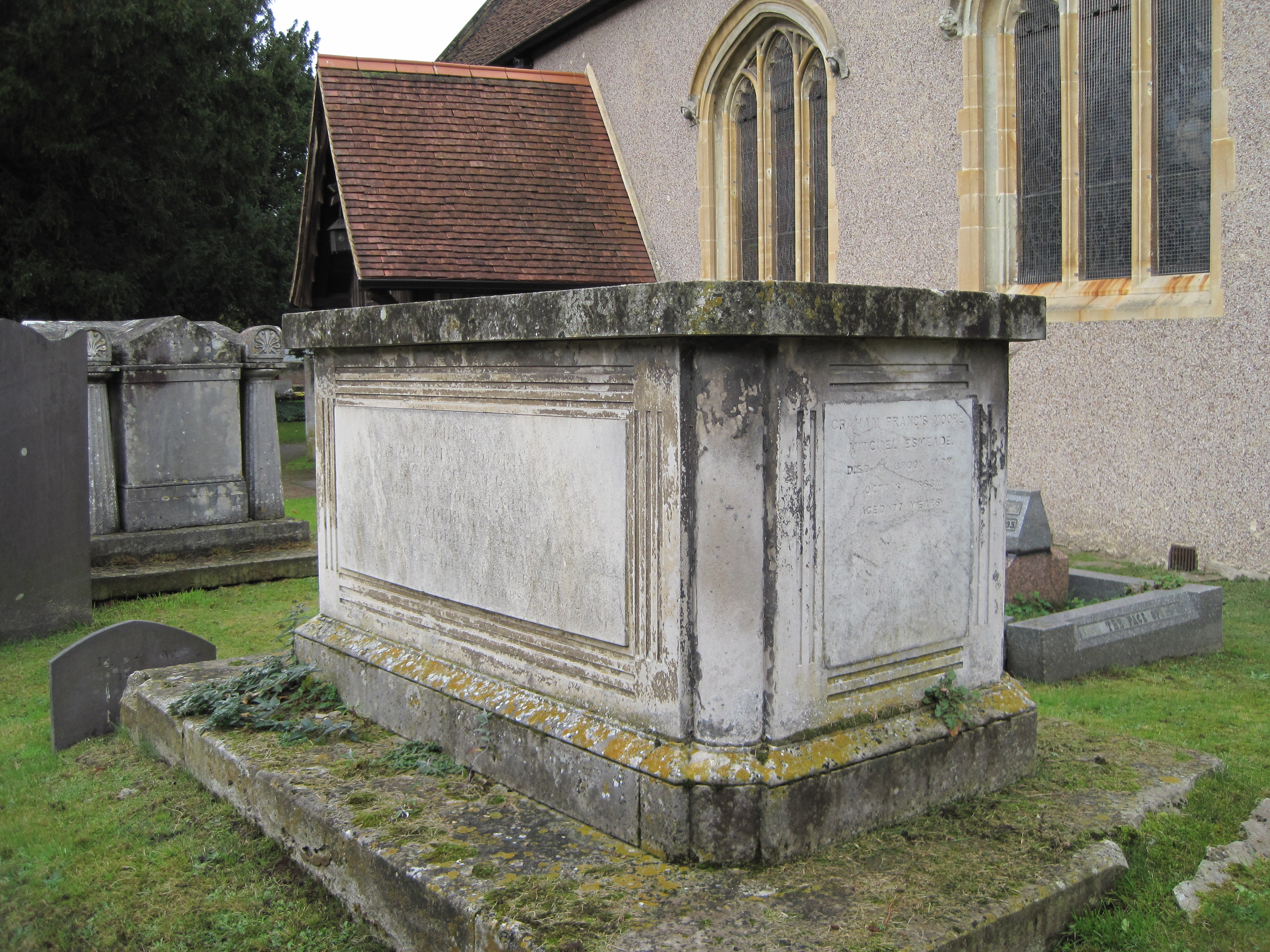
Могила сера Грема Мура в церкві Св. Андрія, Кобгем, Суррей

Мур помер у своєму маєтку, Брук-Фарм, Кобгем, Суррей, 25 листопада 1843 року і був похований при церкві Св. Андрія.

## Сім'я
У 1812 році він одружився з Дорою Іден, дочкою Томаса Ідена та племінницею Вільяма Ідена, 1-го барона Окленда; у них був один син, капітан Джон Мур, RN (пом. 1866).

## Щоденник
Мур вів докладний щоденник з 1784 до 1843 року, що складався з тридцяти чотирьох томів, які надають унікальний звіт про його службу лейтенантом, командором та капітаном. Щоденник зберігається в бібліотеці Кембриджського університету.

## Назви на честь Мура
На його честь було названо кілька місць: Острови Сер-Греям-Мур (Нунавут), мис Греяма Мур та затоку Греям Мур на півночі Канади були названі Вільямом Паррі, а острови Сер-Греям-Мур в Західній Австралії, були названі Філіпом Паркером Кінгом.

## Подальше читання
- Wareham, Tom (September 2004). Frigate Commander. Pen and Sword. ISBN 978-1-84415-073-1.